# شباب دهب (سلسلة قصص مصورة)
شباب دهب (بالإنجليزية: The Life and Times of Scrooge McDuck)‏، هي سلسلة فنية من القصص المصورة مكونة من 12 حلقة تناولت حياة شخصية ديزني الخيالية دهب في الفترة من عام 1877 حتى 1947، ألفها ورسمها الفنان دون روزا، وأعتمدت لاحقاً كمرجع لشجرة عائلة البط، فاز الفنان دون روزا بجائزة إيزنر عام 1995 لتقديمه هذا العمل.
نشرت لأول مرة في البلدان الإسكندينافية في 1992 (رغم أن الخام الأصلي للقصة بالإنكليزية، وذلك لمشاكل في النشر بأمريكا)، ثم في فرنسا في 1994 تحت عنوان «شباب دهب» وبتقطيع مختلف للرسوم، وهذه النسخة هي التي ترجمت جزئياً للعربية في مجلة سوبر ميكي دار الهلال ابتداء من العدد 1822 (21-03-1996) تحت نفس العنوان.
تم إضافة عدد من القصص الأخرى للسلسلة لسد الثغرات التاريخية بين القصص والتوسع في قصة غولدي، لكنها لم تترجم للعربية.

## القصص الرئيسية
0- بط وقروش وأقدار: لم تترجم للعربية.

تحاول الساحرة سونيا العودة عبر الزمن في أحداث الحلقة 1 لكي تسرق قرش الحظ من دهب وهو صغير.

1- آخر فرد من عائلة آل البط: لم تترجم للعربية.

دهب الصغير يكتشف قصر أجداده في أسكتلندا ويعقد العزم على إعادة مجدهم البائد. بعد أن عمل ماسح أحذية ونال قرشه الأول، قرر السفر لأمريكا بحثا عن عمه «جواهر» (بالإنكليزية: Angus McDuck) الذي ذهب لتحصيل ثروته هناك.

2 – سيد الميسيسيبي: ترجمت للعربية بعنوان الحلقة الأولى.

أول لقاء لدهب مع عمه «جواهر» (بالإنكليزية: Angus McDuck)، والد عبقرينو المدعو «عبقوري» (بالإنكليزية Ratchet Gearloose)، وجيل آباء عصابة القناع الأسود.

3 – راعي بقر باد لاند (الأراضي السيئة في الترجمة): بالعربية الحلقة الثانية.

أول لقاء لدهب وهو راعي بقر، مع تيودور قبل أن يصبح حاكما.

4 – غازي تل النحاس : بالعربية الحلقة الثالثة.

دهب ينقب عن النحاس ويلتقي «فضاوي» والد «فضة» (بالإنكليزية Rockerduck)، لكنه يضطر للتخلي عن كل شيء ليسدد ديون عائلته.

5 – سيد قلعة آل البط الجديد: بالعربية الحلقة الرابعة.

يعود دهب لسداد دين عائلته والدفاع عن شرفها، لكنه يصاب ويلتقي بأجداده في العالم الآخر. أسقطت النسخة العربية أسماء والد دهب، وجميع أجداده، ما عدا «زركون» (بالإنكليزية: Sir Quackly McDuich، بالفرنسية: Duncan McPicsou).

6 – مروع ترانسرفال: بالعربية الحلقة الخامسة.

أول لقاء بين دهب وياقوت (بالإنكليزية Flintheart Glomgold) في جنوب أفريقيا.

7 – البط حالم صحراء نيفر نيفر: لم تترجم للعربية.

بعد أن خلص دهب وهو بأستراليا منجما من السكان الأصليين من قاطع طرق بالصحراء، وبعد فيضان رهيب، اتبع دهب نبوءة العراف بمستقبله وذهب للتنقيب عن الذهب في الكلوندايك.

8 – ملك الكلوندايك: ترجمت للعربية مقسمة إلى جزئين كليهما من 12 صفحة: الحلقة السادسة والسابعة.

9 – ملياردير الأراضي النائية: بالعربية الحلقة الثامنة.

10 – غازي حصن مدينة البط: بالعربية الحلقة التاسعة.

دهب يذهب مع أختيه «قرنفلة» وأخته الثانية (ماتيلدا، لا اسم لها في الترجمة العربية) إلى مدينة البط، وهناك يلتقون بالجدة بطة أخت زبيب، وزوجها جوز، وأبناءهم «نوسة» (أم محظوظ)، «برقوق» و«فرفر» (زوج «قرنفلة» المستقبلي ووالد بطوط)

11 – مشيد الإمبراطورية أصيل كاليسوتا: بالعربية الحلقة العاشرة (16 صفحة) والحادية عشرة (8 صفحات)

12 – أغنى بط في العالم: بالعربية الحلقة الثانية عشر. النسخة التي ترجمت تتضمن 16 صفحة، وهي نسخة ناقصة تنقصها 3 صفحات.